# ピンキーポップヘップバーン
ピンキーポップヘップバーン（Pinky Pop Hepburn）は、日本のバーチャルYouTuber。

## 来歴
- 2018年12月30日、YouTubeチャンネルを開設[1]。同日に動画を初投稿し、デビューを果たした[2]。デビューからわずか約1週間でチャンネル登録者数は7万人、初投稿動画の再生回数は32万回を越えた[3]。
- 2019年1月14日、YouTubeチャンネルのチャンネル登録者数が10万人を超えた[4]。
- 2021年1月8日、活動終了を発表した[5][6][7]。

## キャラクター・人物
キャラクターデザインはMika Pikazoで、ピンクとブルーのツートンカラーを基調としたロングヘアに、「×」モチーフの赤、黄、青のあざやかな装飾が特徴。愛称は「PPH」「ピンポンちゃん」「平田」、誕生日は1898年9月18日（おとめ座）、血液型はなし。もこ田めめめの大ファンである。

## 出演

### テレビ番組
- 超人女子戦士 ガリベンガーV（2019年9月12日[10]、テレビ朝日）
- NHKバーチャル紅白歌合戦（2020年1月1日[11]、NHK総合テレビジョン）

### ラジオ番組
- 洲崎綾のバババババーチャル（2020年5月24日[12]・6月7日[13]、超!A&G+）

### ゲーム
- ブイブイブイテューヌ（2020年[14]、ピンキーポップヘップバーン〈本人役〉）

### イベント
- VtuberLand2019 upd8WEEK 〜うるとらすーぱーでらっくす〜（2019年9月14日[15]、よみうりランド内 日テレらんらんホール）
- FAVRIC（2019年9月29日[16])
- TOKYO IDOL FESTIVAL オンライン 2020 バーチャルTIF（2020年10月3日[17]）

## ディスコグラフィ
| 発売日                                             | タイトル          | 楽曲                                                        | 歌 |
| -------------------------------------------------- | ----------------- | ----------------------------------------------------------- | --- |
| 2019年11月2日（音楽配信） 2019年11月27日（限定CD） | IMAGINATION vol.2 | ここにいるぜぇ!                                             | ピンキーポップヘップバーン                                                                                     |
| 2019年11月2日（音楽配信） 2019年11月27日（限定CD） | IMAGINATION vol.2 | 夏祭り                                                      | 御伽原江良＆ピンキーポップヘップバーン                                                                         |
| 2019年11月2日（音楽配信） 2019年11月27日（限定CD） | IMAGINATION vol.2 | 帰りたくなったよ                                            | ピンキーポップヘップバーン、花鋏キョウ、獅子神レオナ、AZKi、御伽原江良、童田明治、エルセとさめのぽき、戌亥とこ |
| 2020年8月15日                                      | VirtuaREAL.02     | スチャラカ☆タロリンパ feat. チバニャン                      | ピンキーポップヘップバーン                                                                                     |
| 2020年8月15日                                      | VirtuaREAL.02     | スチャラカ☆タロリンパ feat. チバニャン (KAN TAKAHIKO Remix) | ピンキーポップヘップバーン                                                                                     |

## Pinky Pop Hepburn Puzzle
『Pinky Pop Hepburn Puzzle』は、RPGアツマールにて2020年8月5日にリリースされた、ピンキーポップヘップバーン主演のパズルゲーム。ゲストVTuberとして斗和キセキ、天神子兎音、銀河アリス、鷹宮リオンも出演する。内容はゲーム化して予算が尽き、身体が転送できなかったピンキーポップヘップバーンがパズルでお金を稼いで身体を取り戻し、友達を探しに行くというものである。